# Новгород-Северское княжество
Но́вгород-Се́верское княжество (Северское княжество) — русское княжество, располагавшееся в бассейне средней Десны и её правых притоков: Сейма и др. Столица — Новгород-Северский. Крупнейшими городами и центрами удельных княжеств были Курск, Путивль, Рыльск, Трубчевск.
Образовалось в составе Черниговского княжества в 1097 году. С 1164 года под властью отдельной ветви Рюриковичей. В XIV—XVI веках в составе Великого княжества Литовского. Окончательно упразднено в 1523 году в ходе ликвидации уделов в Русском государстве.

## История

### В составе Черниговского княжества
Княжеский стол в Новгороде-Северском был учреждён на Любечском съезде князей в 1097 году. Город Новгород-Северский стал центром обширного удельного княжества в составе Черниговского княжества, права на которое после междоусобной войны середины 1090-х годов были признаны другими князьями за потомками Святослава Ярославича. Первым князем (1097—1115) был Олег Святославич (Гориславич).
До середины XII века Новгород-Северский, как правило, занимался вторым по старшинству потомком Святослава Ярославича. В период киевского княжения Всеволода Ольговича в нём княжили его младшие братья Игорь и Святослав. В ходе междоусобицы после смерти Всеволода Ольговича княжество едва не оказалось вместе с Черниговским под властью Давыдовичей. После гибели Изяслава Давыдовича в боях за Киев (1161) и смерти на черниговском княжении Святослава Ольговича (1164) между его сыном Олегом и старшим племянником Святославом Всеволодовичем было заключено соглашение, после которого уделы Новгород-Северского княжества (Курск и другие) наследовались потомками Святослава Ольговича, уделы собственно Черниговского (Стародуб и другие) — потомками Всеволода Ольговича. Вотчинные права на Чернигов и Новгород-Северский при этом сохраняли обе ветви, на Киев — только Всеволодовичи.

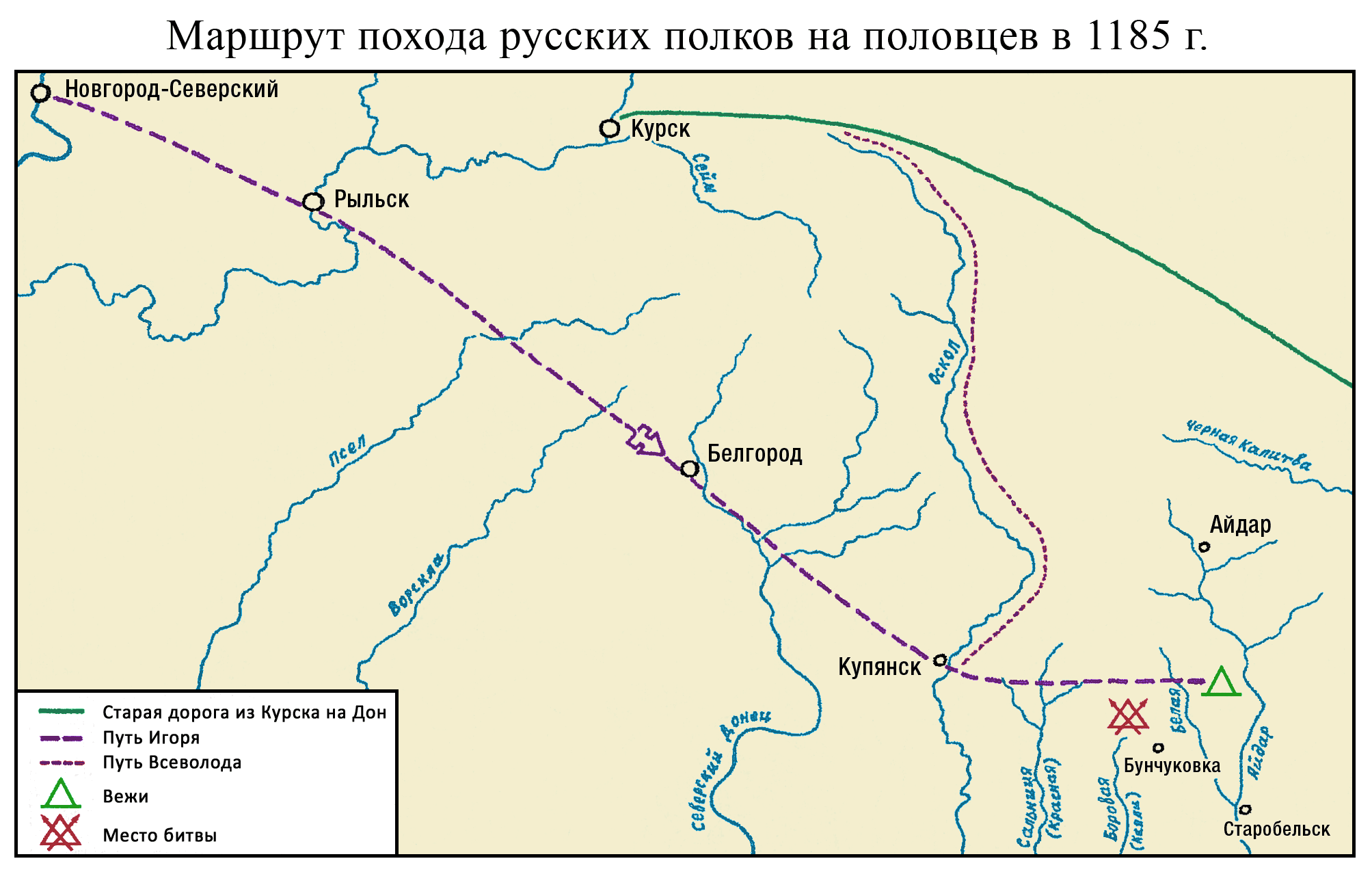
Возможный маршрут похода русских полков на половцев в 1185 г. (одна из версий)

Из северских князей наибольшую историческую роль сыграл Игорь Святославич (годы правления 1180—1198), участвовавший во взятии Киева войсками Андрея Боголюбского в 1169 году, в борьбе против смоленских князей в 1180 году, в походах на половцев в 1184 и 1185 годах. Он стал основным героем «Слова о полку Игореве» и известной оперы «Князь Игорь». В походе 1185 года участвовали практически все воинские силы Новгород-Северского княжества. Сыновья Игоря, будучи племянниками последнего галицкого князя по матери, княжили в Галицком княжестве в 1206—1211 годах, за расправу над боярами двое из них были повешены после поражения от венгерских и польских войск, поддержавших претензии на галицкий престол малолетнего Даниила Романовича из волынской династии.
В историографии преобладает позиция, согласно которой Новгород-Северское княжение с 1198 года занималось потомками Всеволода Ольговича, а на долю Святославичей осталось Посемье и помощь первых в получении Галича.
После монгольского разорения Чернигов и Новгород-Северский утратили своё прежнее значение, территория вошла в состав Брянского княжества под властью потомков Романа Михайловича Старого, затем потомков Глеба Ростиславича Смоленского. Южные княжеские центры пришли в упадок после возвращения ордынского войска из похода против Литвы (1275), восстания против ордынского баскака Ахмата, кровавой междоусобицы и карательного похода ордынских войск (1283—1285). Курск стал управляться баскаком, Путивль упоминается в начале XIV века в числе киевских «пригородов». Путивльские Ольговичи, предположительно, занимали в тот период кроме Посемья также Киевское и Переяславское княжества, но в начале 1320-х потерпели поражение от литовского князя Гедимина, признали зависимость от него, при этом в городах продолжали присутствовать ордынские сборщики дани (баскаки).

### В составе Литвы
Около 1355 Ольгерд «повоевал» Брянск, после чего ему подчинились и многие другие из уделов, на которые распадалось чернигово-северское княжение. В 1362 году после разгрома Ольгердом ордынцев к Литве отошли Киев и Посемье вплоть до среднего Дона.

Печать Корибута

В черниговско-северских землях получили владения Гедиминовичи: сын Ольгерда Дмитрий, после его ухода на московскую службу (1379/80) Дмитрий-Корибут. В то же самое время с перерывами черниговским и брянским князем был Роман Михайлович из старшей ветви Ольговичей, зять Ольгерда Святослав Титович княжил в Карачеве.
После вступления на литовский престол Витовта в 1392 году Корибут отказался присягать и собрав войско, пошёл против него. Сошлись войска в месте, называемом Докудово. Войско Корибута было разбито, князь ушёл в Новогрудок. Витовт, собрав войско, пошёл к Новогрудку и, взяв город, захватил в плен князя с княгиней и детьми. Позже Корибут примирился с Витовтом, был отпущен и принимал участие в его военных кампаниях. В 1393 г. Корибут вновь въехал в Новгород-Северский. Через год он отказался платить дань Витовту, но тот разбил непокорного князя и вторично взял в плен. Корибута заточили в темницу в Вильне, но благодаря ходатайству родственников он был освобождён. В 1393/1394 г. Дмитрий-Корибут был лишён удела в Северщине и его место занял Фёдор Любартович, польско-литовский наместник, чуть ранее лишённый владений на Волыни. Корибут же получил от Витовта Волынские города — Браслав, Винницу, Соколец и Кременец.
В 1420 году Свидригайло получил в удел Новгород-Северский и Брянск, где правил в течение 10 лет. В 1430, по смерти Витовта, русская партия объявила Свидригайло великим князем Литовским, что было признано и Ягайлой. Свидригайло повёл себя, как самостоятельный князь, чем вызвал недовольство Ягайлы и польских панов. В 1435 на реке Святой Свидригайло был разбит наголову.
В 1392—1430 годах в правление Витовта от ордынской власти был освобождён Курск. Северские земли южнее реки Сейма были переданы в управление потомкам Мамая, перешедшим на литовскую службу.
Казимир IV в 1454 году дал Новгород-Северский и Рыльск «в кормление» Ивану Дмитриевичу Шемякину, бежавшему из Москвы, его сын Василий Иванович вместе с княжеством перешёл в подданство Московского князя Ивана III. Переход ряда князей из литовского подданства в московское спровоцировал войну Московского княжества с Литвой.

### В составе Русского государства

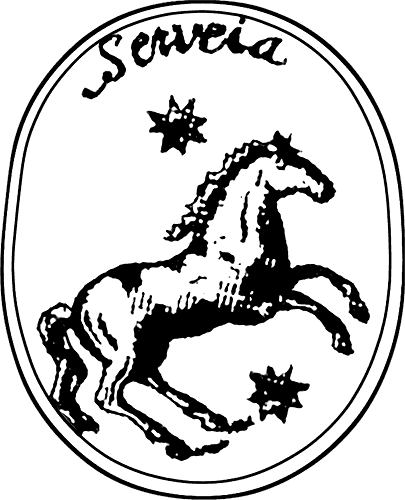
Герб «Севея». 1699 год.

По перемирию 1503 года Новгород-Северский перешёл к Русскому государству. Последний удельный князь Новгорода-Северского Василий Иванович Шемякин был обвинён в измене, умер в заточении в 1523 году, после чего княжество утратило всякую самостоятельность.
После присоединения Северских земель (Северского княжества, Черниговского, Переславского) в 1517—1523 гг. к Русскому государству в титуле царя Ивана IV Васильевича Грозного появилось дополнение «Северныя страны Повелитель», то есть всех Северских земель повелитель. Это владение оставалось в титуле российских царей до 1917 года.
В 1672 году в «Титулярнике» появился рисунок герба «Северной страны». В 1699 году на рисунке государственной печати России австрийский дипломат И. Г. Корб изобразил герб «Seweia» (Севея).

## Экономика
Южная часть княжества располагалась в лесостепной зоне, северная — в лесной. По реке Сейм проходил торговый путь, связывавший Днепр с Окой через волок в районе Курска и с Северским Донцом, по Десне можно было попадать на верхний Днепр на границе со Смоленским княжеством. Также через северские земли проходил сухой торговый путь на среднюю Волгу, в Булгар.
Под 1147 годом упоминается о захвате Давыдовичами табунов Ольговичей: 3000 кобыл и 1000 коней.